# Джозеф, Брэдли
Брэ́дли Джо́зеф (англ. Bradley Joseph, 1965, Уиллмар, Миннесота, США) — американский композитор, пианист и аранжировщик.
Работает в широком спектре музыкальных жанров: от рок- и поп-музыки до ритм-энд-блюза и оркестровой музыки. Сотрудничает с целым рядом артистов, записывающихся на фирмах звукозаписи RCA, Epic, Warner Brothers и Polygram Records. Брэдли Джозеф известен в мире работой с лауреаткой «Грэмми» певицей Шиной Истон (англ. Sheena Easton) — в качестве пианиста и одного из её музыкальных руководителей, а также с греческим композитором и пианистом Йанни Хрисомаллис, Янни (англ. Yanni) — в качестве основного пианиста шести мировых турне Йанни. В 1994 году Брэдли Джозеф начал сольную карьеру; к 2006 году выпустил 9 дисков.

## Биография

### Ранние годы
Брэдли Джозеф родился в Берд-Айленде, штат Миннесота, и вырос в Уиллмаре, штат Миннесота, окончив старшую среднюю школу Уиллмара в 1983 году. Он научился играть на пианино по книге, которую он нашёл на фортепианной скамейке. Однажды утром отец научил его играть блюзовую мелодию буги-вуги, и к вечеру он смог сыграть всю пьесу целиком . Он начал играть на классическом фортепиано в возрасте восьми лет, посещая уроки в течение полутора лет, но затем продолжил самостоятельное обучение. 
В средней школе Брэдли отправился на концертную экскурсию, где увидел выступление Бадди Рича. Он вспоминает: "Я сидел в первом ряду, и когда саксофонист Бадди встал, чтобы взять своё первое соло, что-то щелкнуло — мир закрылся вокруг меня. Я чувствовал силу музыки и знал, что это нечто особенное, дар, которым можно поделиться". Джозеф играл на фортепиано для джазового оркестра и хора и на тромбоне в средней школе и колледже. Когда он взял в руки валторну, у него появился совершенно новый взгляд на музыку, он получил представление обо всех доступных тембрах, что было бесценно для него, когда он начал работать с оркестрами . Первая группа, в которой он был, была свадебная танцевальная группа, которая позволила ему получить опыт во всех различных стилях музыки от польки до рок-н-ролла и джазовой классики. После учёбы в Университете штата Мурхед в качестве музыкального майора, он возглавил несколько своих групп по всему региону, которые гастролировали по ночным клубам Среднего Запада. Он играл на саксофоне и гитаре в некоторых из этих ранних группах, но отложил их для того, чтобы сосредоточиться только на фортепиано / клавишных. Позже он начал выступать с гитаристом Дуганом Макниллом, чья группа, подобная U-2 была подписана с Polygram. Макнил и Янни когда-то играли вместе в технопоп-группе Chameleon в конце 1970-х и начале 1980-х.

### Янни
В 1989 году Джозеф записал свою первую демо-запись и отправил её греческому композитору Янни, который искал замену клавишнику Джону тешу, так как Теш начинал свою сольную карьеру. Когда Янни услышал композиции и аранжировки Джозефа, его наняли по телефону, чтобы он присоединился к основной группе, даже не встречаясь.
«Когда я вспоминаю прошедшие годы, одним из самых ярких моментов, которые выделяются, является выступление в Акрополе с Янни.». После переезда в Лос-Анджелес в возрасте 23 лет, он сочинял, аранжировал и выступал вместе с Янни более шести лет, выступая в концертах с известными симфоническими оркестрами, гастролируя по США и за рубежом, так как Янни получил всемирную известность. Его первое шоу было в Starplex в Далласе с Далласским симфоническим оркестром, снимавшим видеопроект. «Для меня это было настоящее испытание огнём», — сказал Джозеф. «Первое шоу + 10 000 человек + телекамеры = нервный.». Он сказал Джейн Fredericksen из St. Croix Valley Press что « Это был большой скачок, который ты действительно не осознаёшь в тот момент, потому что между ними нет ничего, — переход от ночных клубов к аренам. Некоторые из этих ранних туров включали в себя „Отражения страсти“, „Революцию в звуке“, „Смелость Мечтать“, „Янни Live“, Симфонические концерты 1993 и 1994 годов, а также выступление в Германии, которое транслировалось по всей Европе и было просмотрено 30-40 миллионами зрителей. Джозеф появляется на мультиплатиновом альбоме и видео 1994 года, живьём в Акрополе. Он рассказывает: „Когда я размышляю над годами, одним из самых кульминационных моментов, которое выделяется, является выступление в Акрополе с Янни. Представьте себе, что все эти разные культуры объединяются с проблемами языка, оборудованием, путешествием и погодой. Я до сих пор вспоминаю, как полиция гоняет своих собак по гримёркам, чтобы вынюхать возможные бомбы прямо перед шоу. Люди всё ещё подходят ко мне и говорят, как шоу повлияло на их жизнь.“
В группе Джозеф охватывал огромную часть клавишных партий, которые Янни не мог реализовать из-за отсутствия рук в шоу. Он помог с задачей управления тридцатью или более синтезаторами на сцене, и помог создать „полноценный, живой звук“. Он должен был настроить некоторые части, которые не работали хорошо в живой ситуации и работал над программированием звуков для всех клавишников.. Джозеф сказал, что „ Янни дал нам, музыкантам, большую свободу для расширения музыки. Если послушать оригинальные записи, которые он сделал и записи наших концертов, вы действительно сможете услышать музыкальный вклад.“ Он с готовностью признаёт роль Янни в его профессиональном развитии, а также бесценный опыт и воспоминания за пять лет сотрудничества.
В перерывах между турами, Джозеф активно работал в студиях звукозаписи над музыкой от рока и попа до ритм-энд-блюза и оркестровки с многочисленными артистами из RCA, Epic, Warner Brothers и Polygram Records, а также выступал в сложном национальном туре по клавишным инструментам с различными музыкантами. В 2003 году он вернулся в тур по 60 городам.

### Шина Истон
Джозеф также выступал с Шиной Истон в течение четырёх лет в качестве её сомузыкального директора и ведущего клавишника. Он ушёл от Янни к Истон и через несколько лет обратно вернулся в Янни. „Это был отличный переход от Янни, потому что это расширило мой музыкальный кругозор“, — сказал он в отношении стиля R&B Истона. „Я вернулся туда, откуда начал, но это было похоже на новое изобретение.“
„Работать с Истон было“…шоком в музыкальных стилях, но долгожданное изменение.»
Уилер спросил, как он познакомился с Истон; Джозеф ответил, что его рекомендовал бывший дорожный менеджер. Он был включён в испытание с четырьмя другими, репетировал с группой, затем они сократили его до двух и репетировали с Шиной для окончательного сокращения. Джозеф ожидал, что они попросят его сыграть соло хотя бы на одной из песен, которые ему предложили сыграть во время прослушивания, поэтому он написал Соло для всех трёх песен, что в конечном счёте и стало причиной, по которой он был нанят на работу.
В интервью 1995 года он сказал, что после пяти лет гастролей с Янни и работы над собственным дебютным альбомом ему нужен был перерыв. Янни всё ещё строил свою карьеру и поддерживал напряжённый график концертов. С другой стороны, работа с Истон была «лучшей в обоих мирах». «Она только что удочерила ребёнка и довольно хорошо устроилась», — сказал Джозеф. Гастрольные площадки с ней включали Японию, Индонезию, Пуэрто-Рико и Соединённые Штаты, а также обычные выступления в Лас-Вегасе и Атлантик-Сити. В марте 1995 года он появился вместе с ней на «Сегодняшнем Шоу» с Джеем Лено, когда она исполнила свой новый сингл «My Cherie».

### Больше основных записей
В 1994 году, между мировыми турами, Джозеф выпустил свой дебютный альбом, Hear the Masses, самостоятельно продюсированный, самостоятельно опубликованный релиз под лейблом More Core Record(Больше основных записей), состоящий из 10 оригинальных композиций. Он пригласил большую часть группы Янни внести свой вклад.. Среди них Чарли Адамс (ударные, перкуссия), Рик Фиерабраччи (безладовый бас), Жанетт Клингер (вокал) и отмеченный наградой Грэмми скрипач Чарли Бишарат. Другие приглашённые артисты включают Ларри Престон (гитара); и Терри Брау — участвующий в многочисленных записях Брэдли Джозефа — игра на трубе, саксофоне и флюгельгорн.

### Нарада (Narada)
Стиль Джозефа привлёк внимание Narada Productions, дочерней компании Virgin Records, через всемирную паутину. Представитель Нарады наткнулся на его сайт и скачал музыку. По словам Питера Спеллмана из музыкального колледжа Беркли, это вызвало их интерес и привело к подписанию контракта с Джозефом на мульти-запись. Результатом стал Восторг, содержащий сокровенные фортепианные пьесы, квартеты и полные оркестровые произведения. Альбом достиг в «Airwaves Top 30» ZMR номер 15 в июле 1997 года. Этот альбом был записан в нескольких студиях, включая студии Captain and Tennille в Лос-Анджелесе, и Pachyderm Studio в Кэннон Фоллс, штат Миннесота.. В дополнение к основной группе, включающей Чарли Адамса на ударных, Чарли Бишарата на скрипке и Стивена Трохлиля на кларнете, Джозеф привёл оркестр из 50 человек, он дирижировал и написал все партитуры. Кен Мур из Naples Daily News цитирует: «Музыку Джозефа поддерживают 15 талантливых музыкантов, некоторые из которых играют на трёх или более различных инструментах, это симфония звуков, начиная от тихой задумчивой музыки до богатой оркестровки классической глубины и широты». Автор журнала Wind and Wire Майкл Деббидж вспоминает: «Это был 1997 год, и музыка New Age уже достигла коммерческого пика, поскольку интерес и воздействие, казалось, отставали. Основные лейблы- Narada, Windham Music и Higher Octave — начали исследовать мирские темы в сравнении с тёплыми, земными, акустическими темами, которые установили предыдущие художники. Оказалось, что изобилие новых художников становится вымирающей породой. Исключением из правил был Брэдли Джозеф, который выпустил свой первый основной альбом Rapture (Восторг), который по сей день остаётся его подвигом.». Одна из композиций Джозефа, « The Glen», была написана исключительно для альбома Stories, и теперь также представлена в 20-летнем сборнике Narada Piano. Его работы также включены в другие сборники проектов Нарады.

### Robbins Island Music
Хотя Джозеф сказал, что работа с Narada-это большой музыкальный опыт, ему не понравилось отсутствие контроля над конечным продуктом, и он попросил освободить его от контракта. В 1998 году он основал Robbins Island Music, сочиняя, продюсируя и распространяя свои собственные записи. Третий альбом Solo Journey был выпущен и состоит из одиннадцати мягких фортепианных композиций, которые основаны на настроении, а не на мелодии. Debbage отзывается о нём как о «уменьшенной интроспективе, … и при этом упрощённой, но всё так же захватывающей дух»..
Более поздние релизы включают «Рождество по всему миру», который достиг топ-100 Радио плей-лист согласно ZMR ; и так же альбом «Один глубокий вдох» удерживал позицию в топ-100 Радио чарте ZMR в течение более шести месяцев.. Рецензируя для Allmusic, Джим Бренхолтс описывает «Один глубокий вдох» как набор гладких взрослых современных пьес, в которых Джозеф добавляет «мировое музыкальное чутьё и вдохновляющие штрихи». «Вокальные выражения Клисти Уонг и Джозефа обладают божественными качествами, которые плавно переплетаются в атмосфере и звуковом ландшафте.»
Джозеф вернулся в качестве признанного инструменталиста во время мирового турне Янни в 2003 году и написал свой шестой альбом на сцене после саундчеков. «The Journey Continues» (шестой альбом), продолжение третьего альбома «Solo Journey», представляет собой фортепианное соло Джозефа. Debbage писал: "Волшебный мир кино обладает способностью исследовать сиквелы. При выборе этого пути прослеживается два варианта — красота и эффект зверя. Творческая красота позволяет зрителям увидеть непрерывный рост своих персонажей. Зверский аспект этого исследования — использование в Голливуде почти гарантированной отдачи от своих инвестиций, не обращая внимания на его творческий прогресс, который обычно приводит к уменьшению отдачи. Брэдли Джозеф решил идти по этому канату, развивая Solo Journey, который был выпущен в 2000 году. Я рад сообщить, что альбом The Journey Continue укоренился в своей красоте, хорошо держась за своего предшественника ".
Последующие выпуски включают «За любовь к нему», «Песни о любви к фортепиано», «Гимны и духовные песни». В этих альбомах Джозеф аранжирует фортепиано, оркестр и мягкие ритмы для таких мелодий, как «Я никогда больше не влюблюсь» (Берт Бахарах), «Поля золота» (Стинг) и «Аве Мария» (Шуберт). Он создал множество CD и DVD проектов, предназначенных для домашних животных, в серии Music Pets Love. Он также выпустил набор звуков природы на четырёх дисках, и опубликовал многие из своих композиций в нотах . Его музыка используется на DVD, Isle Royale Impressions Volume II, в котором содержатся видеозаписи Карла Терхара, рассказывающие о пейзаже и дикой природе из Национального парка Isle Royale в Мичигане.
В апреле 2013 года Джозеф выпустил свой первый за последние 10 лет альбом оригинальных композиций под названием Paint the Sky, который дебютировал на 15 месте в топ-100 радио чартов по версии ZMR. Сам Джозеф описывает его как «фортепианные инструменты с кинематографическим чувством». Он получил просьбы от слушателей сделать ещё один компакт-диск с оригинальными композициями, включающими сочную оркестровку вместе с фортепиано, похожую на Hear The Masses и Rapture. Кэти Парсонс из MainlyPiano заявляет, что «Джозеф, очевидно, очень разносторонний музыкант, так как множество факторов и музыкальных стилей были объединены для того, чтобы сделать Paint the Sky исключительным музыкальным опытом». Майкл Деббидж (Michael Debbage) из MainlyPiano пишет, что Paint the Sky представляет собой самую полную запись Джозефа со времён его знакового альбома Rapture. Он продолжает говорить, что « независимо от того, наслаждались ли вы более пространственными записями Джозефа или его более глубокими приключениями, Paint the Sky essential-это Музыкальная радуга того, где Джозеф был и куда он может пойти.»

### Почести и достижения
Джозеф был назван одним из «Десяти выдающихся молодых жителей Миннесоты» (TOYM) 2004 года по данным Minnesota Jaycees (Миннесота Джейси (молодёжная палата). В апреле 2008 года он был награждён премией «WPS Foundation Arts and Academics Halldes of Pride» за выдающиеся достижения выпускника. Его музыка была в чартах Billboard, # 1 на Amazon.com, # 1 на ITunes и входила в топ-40 для спутникового радио Sirius.
Музыка Джозефа регулярно звучит в Соединённых Штатах и Канаде в более чем 160 крупных радиосетях, включая спутниковые радиостанции XM и Sirius, DMX; в Соединённом Королевстве, включая RTÉ lyric fm; а также радиоволны в Японии, Испании, Китае, Юго-Восточной Азии, Таиланде, Германии, Швейцарии и России. Такие авиакомпании, как Aeroméxico, AirTran, Frontier, JetBlue и ExpressJet, используют его музыку в своих музыкальных программах в полёте. The Weather Channel также использует его композиции во время сегмента «Local on the 8s», а песня «Friday’s Child» включена в сборник 2008 года «The Weather Channel Presents: Smooth Jazz II».
Paint the Sky (2013) был номинирован на лучший неоклассический альбом в 10-й ежегодной премии ZMR Music Awards.

### Мысли об успехе как независимого художника
Испытав оба способа записи на крупном лейбле, а затем выбрав быть независимым художником, сочетание музыкальности с бизнес-ноу-хау, помогло Джозефу оставаться сильным в заведомо конкурентном мире музыки. Большую часть времени он пишет песни, сочиняет аранжировки, делает записи, издаёт и распространяет свои произведения. «Я сам себе начальник. Я могу делать всё, что захочу. Я могу изменить направление», — сказал он «Вест Сентрал Трибьюн Энн Полта». Как независимый, бизнес является главной заботой и может взять вверх над тобой, если не контролировать его, сказал Джозеф. " Многие музыканты не учатся бизнесу. Вам просто нужно хорошо разбираться в обеих областях. Вы должны понимать издательскую деятельность. Вы должны понимать, как вы зарабатываете деньги, что пользуется спросом, что помогает вам извлечь максимальную пользу из вашего таланта."Я не смог бы лицензировать свою музыку, если бы она не была моей", — сказал он. «Это позволило мне создавать компакт-диски. Это отличает вас от миллионов других великих игроков.»
В интервью с автором Cicily Janus Джозеф отметил, что его взгляды сильно изменились с того времени, когда он был моложе. Он сказал: «Всё, что я делал, было сосредоточено на том, чтобы делать хорошую музыку и быть великим музыкантом, а не вести бизнес. Тем не менее, чтобы донести музыку до массы, нужен бизнесмен». Но некоторые артисты просто хотят заниматься музыкой и им не хочется добавлять трудности и у них появляется человек, который занимается этим. Джозеф предлагает новым артистам прочитать и изучить оба курса и выбрать тот, который наилучшим образом соответствует их потребностям и желаниям. Он советует, «…держать глаза и уши открытыми всё время. Вся необходимая вам информация доступна для того, чтобы иметь успешную музыкальную карьеру, если вы обращаете на неё внимание, и не закрываетесь ни перед чем. Он объясняет: „время и настойчивость показали мне, что я могу успешно делиться своим искусством с другими музыкантами, ведя свой собственный музыкальный бизнес. И о таком успехе я мог только мечтать.“
На вопрос Уилера, что привело его обратно в Миннесоту после жизни в Лос-Анджелесе и путешествий по миру, Джозеф ответил: „Первое, что говорят деловые люди, это“ в первую очередь, если вы хотите быть успешным, живите там, где вы хотите жить». Он вырос там и семья была важна для него. Когда он решил стать сольным артистом, он хотел быть там, где ему комфортно и находиться в своей среде и переехал обратно.

## Композиция и музыкальный стиль

### О создании
«Пианино всегда остаётся верным мне. Во времена отчаяния, счастья и радости, его настроение всегда передаётся мне.»
В интервью Indie Journal Джозеф сказал, что при написании музыки он предпочитает сначала сосредоточиться на мелодии, заявив: "В основном, я пишу с точки зрения двух человек. Во-первых, я позволил песне взять вверх и изложил идею как сырое эмоциональное утверждение. Затем я позволил ей дышать и возвращаться, приближаясь с более объективной точки зрения. Это позволяет мне заново открыть истинный смысл, который я намеревался понять вначале, проливая новый свет на то, как я могу лучше всего представить это слушателю ".. Эта же концепция снова объясняется в интервью Правительственной телевизионной сети с Джозефом, объясняющим что часто, он может придумать только часть мелодии. Затем он давал ей отдохнуть и возвращался к ней, чтобы проверить, правильно ли она себя чувствует. Затем он начинал «строить вокруг неё», например, как собирать машину — начинал с рамы, а затем присоединял другие детали.. В музыкальном плане, он пытается построить общий мост между такими волнующими чувствами, как выступление на Акрополе, с эмоциями, которые каждый чувствует каждый день . «В конце концов, хорошая мелодия всегда выдержит испытание временем», — говорит Джозеф.
Debbage комментирует: «Одной из сильных сторон Брэдли Джозефа, как художника, была его острая способность писать вдохновляющую музыку с соответствующими названиями песен, которые выражают эту мысль невербально». Джозеф объяснил Janus, что " благодаря инструментальной музыке, мне позволено придумывать музыкальные идеи, которые позволяют слушателю создать своё собственное впечатление о моей песне. Если вы добавляете в песню текст о девушке, у слушателя нет выбора, о чём эта песня, он ему рассказывается. Мои музыкальные произведения позволяют мне выразить что угодно. Мне легче рассказать историю, с чем я столкнулся именно таким образом, чем вербализовать её. И мои чувства исследуются больше в моих композициях по сравнению с тем, что я мог бы сказать в нескольких предложениях. Он считает, что "музыка позволяет человеку выражать свои самые глубокие мысли, мысли, которые не могут быть выражены только словами. Он также считает, что духовный аспект творения заключается в том, чтобы «найти нечто глубоко внутри себя, что может быть создано только вами». «Ваше духовное „я“ не может быть скопировано, и поэтому оно так важно в жизни и музыке», — говорит он. Парсонс продолжает: "влияние многолетних гастролей с Янни проявляется в богатстве звучания Джозефа, но его музыкальный голос его собственный. Янни однажды сказал: «Брэдли, твоя чрезвычайная чувствительность — твой величайший дар». Позже Джозеф понял, что Янни имел в виду, когда говорил, что ему, как композитору, это очень важно — «быть чутким к тому, что ты видишь, и уметь применять это в музыке».
Полта сообщает, что он часто ссылается на прошлое, когда называет свои песни, и его музыка часто напоминает его сельские корни Миннесоты. «Wind fermer» была написана благодаря воодушевлению от посещения в детстве фермы родственников около Olivia, и его компания, Robbins Island Music, названа после посещения городского парка в Willmar.
Джозеф использует различные инструменты для сочинения, включая Korg Triton music workstation, Korg SG-1 фортепиано, а иногда Korg M1. Рональд JD-800 и Рональд JV-1080 говорит он «отлично подходят для струнных слоёв». Были использованы Alesis D4, Yamaha SY22 и Yamaha TG77, которые имеют «некоторые приятные эфирные текстуры»; работал также с E-mu Systems Proteus 1, Proteus 2 и сэмплером E-5000, потому что он «прост в использовании и имеет отличную библиотеку». Акустические фортепиано меняются, Yamaha и Bösendorfer использовались для альбома 1997 года Rapture

### Музыкальный стиль
Музыкальный стиль и направление Джозефа менялись с течением времени, выпустив более двухсот оригинальных композиций и аранжировок с 1994 года. «Когда я пишу, это похоже на движение, потому что там, где я нахожусь в жизни, всё по-другому», — сказал Джозеф. «Так что, когда я становлюсь старше, это своего рода перемены.»

### Hear the Masses and Rapture (Услышь массы и восторг)
Записи Джозефа могут предложить полные оркестровки, такие как в Hear the Masses и Rapture, которые сочетают гладкий джаз с современными инструментальными темами. В обзоре Rapture от New Age Voice говорится, что Джозеф «рисует романтические картины в звуке с голосами и инструментами, которые переходят от тихих, интимных пассажей к большим, энергичным движениям»

### Solo Journey and The Journey Continues
Наоборот, такие альбомы, как Solo Journey и The Journey Continues, по мнению Деббиджа (Deddage) являются «урезанными и базовыми», причём в последнем, представлены «Джозеф и его фортепиано без дополнительного нагромождения». «В песнях есть цвет благодаря их сокращённым мелодиям». В качестве примера, Debbage говорит, как Джозеф использует аккордовую прогрессию, которая переходит в бродячий ритм в песне «The Road Ahead». Автор сольных фортепианных публикаций, Кэти Парсонс, пишет: "…"The Long, Last Mile'« начинается с горько-сладкой мелодии, а затем интенсивно и сложно выстраивается с виолончелью, духовыми и эфирными звуками, которые переплетаются вокруг пианино. Затем она обрывается и возвращается начальная мелодия.»

### One deep breath (Один глубокий вдох)
Для альбома 2002 года One Deep Breath Джозеф сочетает «структурированные мелодические пьесы и окружающие композиции свободной формы», которые «резко отличаются от предыдущей более взрывной и динамичной музыки, которую мы можем услышать в первых двух альбомах — Hear the Masses и Rapture». Бинкельман пишет: «Это альбом с двумя различными „ощущениями“: более спокойные саундскейпы нью-эйдж / эмбиент, которые дополняют внутренние треки, и более дружелюбная музыка между ними.» Например, песня «Танец жизни» была написана благодаря вдохновению полученному от оперы Антонина Дворжака, «Русалка». Этот альбом немного более простоват в своей фортепианной презентации, и, вероятно, больше всего понравится фанатам сольной инструментальной музыки, говорит Instrumental Weekly. Альбом заканчивается заглавным треком «One Deep Breath», который «плавает и блуждает более десяти минут, вызывая звуки океана».

### Christmas Around the World and Classic Christmas («Рождество во всём мире» и «Классическое Рождество»)
Деббидж описывает «Снегопад в Миннесоте» из Christmas Around the World («Рождества во всём мире») как «более обнажённый балладный подход». Обсуждая Classic Christmas («Классическое Рождество»), Джерри Грзиб, председатель социологического факультета Университета Висконсина, заявляет, что обычный подход Джозефа состоит в том, чтобы сыграть рождественский гимн прямо, а затем добавить свои собственные повороты. «… он очень эффективен в этом — он не заблудился настолько, насколько мог бы импровизировать джазовый или классический орган, но он всегда поддерживает интерес». Грзиб говорит, что то же самое относится к раннему компакт-диску Джозефа Christmas Around the World («Рождество во всём мире»), который он нашёл ещё более интересным из-за использования других инструментальных звуков.

### Suites & Sweets
Джозеф также выпустил множество компакт-дисков с аранжировками для фортепиано и оркестра. В 2009 году в «Suites & Sweets» были представлены композиции Бетховена, Моцарта, Баха и других классических композиторов. Джозеф сказал Фредериксену, что он «взял лучшие части и движения из этих классических песен… и сделал их мягкими и спокойными».

### Paint the Sky (Раскрась небо)
После того, как слушатели попросили Джозефа сделать ещё один диск с оригинальными композициями, которые включают пышную оркестровку вместе с фортепиано, похожий на Hear the Masses и Rapture, Джозеф выпустил Paint the Sky в апреле 2013 года. Он описывается как «фортепианные инструменталы с кинематографическим чувством». Джон П. Олсен из New Age Music World пишет, что " Paint the Sky …лучше всего исполнен почти чётным количеством песен, благодаря оптимистичными мелодиями и живыми ритмами, балансу, непринуждённой расслабленной атмосфере… мелодичному ритму и фразировке. В другом обзоре Paint the Sky Билла Бинкельмана из Wind and Wire говорится, что"Джозеф-один из самых лучших художников, когда дело доходит до создания фортепианных инструменталов, дополненных точечным применением ассортимента клавиатурных украшений, от стандартного оркестрового сопровождения до более текстурных/new age элементов". Кэти Парсонс из MainlyPiano утверждает: «Тринадцать пьес … варьируются от нежных до величественных. Некоторые пьесы — сольные фортепьяно, а другие — с клавишными для создания яркого кинематографического эффекта»
Об этом альбоме, Бинкельман описывает песню " Inside The Stars "как «быструю, радостную ведущую фортепианную мелодию, подчёркнутую ритмами, играемыми на ударных, бас-гитаре и бубне плюс превосходные оркестровые струны» Michael Debagge из MainlyPiano заявляет, что «оптимизм этого альбома ощущается сразу же благодаря плавучести Inside The Stars(„Внутри звёзд“), наполненной изящной фортепианной работой Джозефа в духе Брюса Хорнсби, затем наслоённой на струнные и ударные произведения».
В углублённом анализе композиции «In Dreams Awake», Бинкельман полагает, что эта песня имеет сильное современное классическое влияние и что некоторые люди могут даже услышать звуки музыки Филиппа Гласса. Он говорит, что в этой мелодии звучит ликующее чувство, но поскольку Джозеф сохраняет абсолютный контроль над нюансами, затенение песни никогда не превращается в раздутую мелодраму. По мере продвижения трека настроение и стиль смещаются в более узнаваемый мотив new age, с более текстурными синтезаторами, колокольными тонами и более выраженным широким ощущением приглушённого величия. Мотив Гласса возвращается к финалу песни. Парсонс характеризует эту самую песню как «концептуальную пьесу, начинающуюся с интенсивной и интригующей темы для виолончели или альта и струнных. Строясь по мере развития, она никогда не перехватывает дыхание, пока не подходит к концу темы. Оттуда пьеса становится мечтательной, „плавающей без усилий“ на клавиатуре, пока оригинальные струны не вступят снова, увеличивая интенсивность начальной темы». В то же время Debbage отмечает "… множественные движения, найденные в сложной «In Dreams Awake», и говорит, что "…в ней открывается большой кусок струн, которые, кажется, борются друг с другом, только чтобы переместиться в красивую мечтательную середину, чтобы снова вернуться к более хаотическим струнам, очень похожим на наши бессмысленные мечты ".
Бинклмен продолжает говорить, что песня «Into The Big Blue» должна мгновенно вызвать в памяти Аарона Копленда — она имеет тот же большой оркестровый/кинематографический звук, наряду с западным ритмом Копленда и мелодическими мотивами. Точно так же Debbage (Деббидж) утверждает, что эта песня напоминает музыкальную вступительную тему того старого западного телевизионного шоу «Большая Долина».
Ссылаясь на песню «Secrets of the Sun», Бинкельман описывает «пышные струны и великолепные синтезаторы new age с фортепианной мелодией, наполненной смесью эфирного и романтического с примесью задумчивости». Звуки синтезатора немного напоминают ему Рэя Линча. Парсонс называет её «более спокойной и изящной благодаря мелодии пианино и клавишным улучшениям». Деббидж пишет, что "остальная часть альбома наполнена невероятной способностью Джозефа сочинять элегантные и эмоциональные баллады.

### Жанры и форматы радио
Как правило, музыка Джозефа транслируется во взрослом современном, ровном джазе, лёгком прослушивании и прекрасных музыкальных радиоформатах, и хотя некоторые классифицируются в жанре new age, Джозеф считает, что современные инструментальные средства соответствуют его стилю игры. При обсуждении альбома Rapture, Джон Блейк из Atlanta Journal отмечает, что часто музыка new age звучит так, как будто её нужно слушать в супермаркете . Песни могут звучать как музыкальная сахарная вата-мягкая, воздушные и в конечном счёте неинтересные. «По большей части, музыка Брэдли не делает этой ошибки.» "Музыка кинематографична, наполнена интроспективными фортепианными Соло, набухающими скрипками и гипнотической песней, которая позволяет слушателю мечтать. В том же духе Debbage из «Mainly Piano» говорит, что Rapture почти в одиночку вселял надежду, что жанр New Age может предложить гораздо больше. Сисилий Янус отмечает, что «хотя Брэдли иногда был голубем, укрывшимся в ответвлении джаза, его послание через его музыку — универсально, в своей привлекательности и успокаивающих качествах».

## Сочинения

### Студийный альбом
- Hear The Masses 1994
- Rapture 1997
- Solo Journey 1999
- Christmas Around the World 2000
- One Deep Breath 2002
- The Journey Continues 2003
- Music Pets Love: While You Are Gone 2004—2008
- For The Love Of It 2005
- Piano Love Songs 2006
- Hymns and Spiritual songs 2007
- Classic Christmas 2008
- Suites & Sweets 2009
- Paint the Sky 2013

### Сборник
- 2004 — The Road Ahead, Orange Music
- 2004 — In the Heart of Everyone, Orange Music
- 1993 — In My Time, Private Music
- 1994 — Live at the Acropolis, Private Music
- 1999 — The Private Years, Private Music
- 2010 — The Essential Yanni, Masterworks

### Выступления
- 1997 — Grand Piano (Narada Anniversary Collection), Narada
- 1997 — Narada Smooth Jazz, Narada
- 1997 — New Age Music & New Sounds Vol. 67 — «Liberty», Oreade
- 1997 — The Next Generation — Narada Sampler, Narada
- 1998 — Stories (Narada Artist Collection), Narada
- 2001 — 20 Years of Narada Piano, Narada
- 2003 — Narada Film and Television Music, EMI
- 2008 — The Weather Channel Presents: Smooth Jazz II, Midas